# Vụ thảm sát Iguala 2014
Vụ thảm sát Iguala 2014 liên quan đến việc phát hiện ra nhiều mả chôn xác người tập thể bí mật được tìm thấy trong một cuộc điều tra tìm kiếm tung tích của 43 sinh viên của Trường Cao đẳng Sư phạm Nông thôn Raúl Isidro Burgos của Ayotzinapa tại Iguala, bang Guerrero, Mexico vào năm 2014. 43 sinh viên đã biến mất sau những xung đột với lực lượng cảnh sát Iguala vào ngày 26 tháng 9 năm 2014. Việc này nhanh chóng trở thành một vụ bê bối an ninh công cộng lớn nhất mà Tổng thống Mexico Enrique Peña Nieto đã phải đối mặt cho đến nay.

## Bối cảnh
Tháng 9 năm 2014, các sinh viên của trường Cao đẳng Sư phạm Nông thôn Raúl Isidro Burgos của Ayotzinapa, một trường đại học đào tạo giáo viên, đã xuống đường phản đối việc tuyển dụng giáo viên mà họ cho là phân biệt đối xử, ưu tiên sinh viên đô thị hơn những người từ nông thôn.

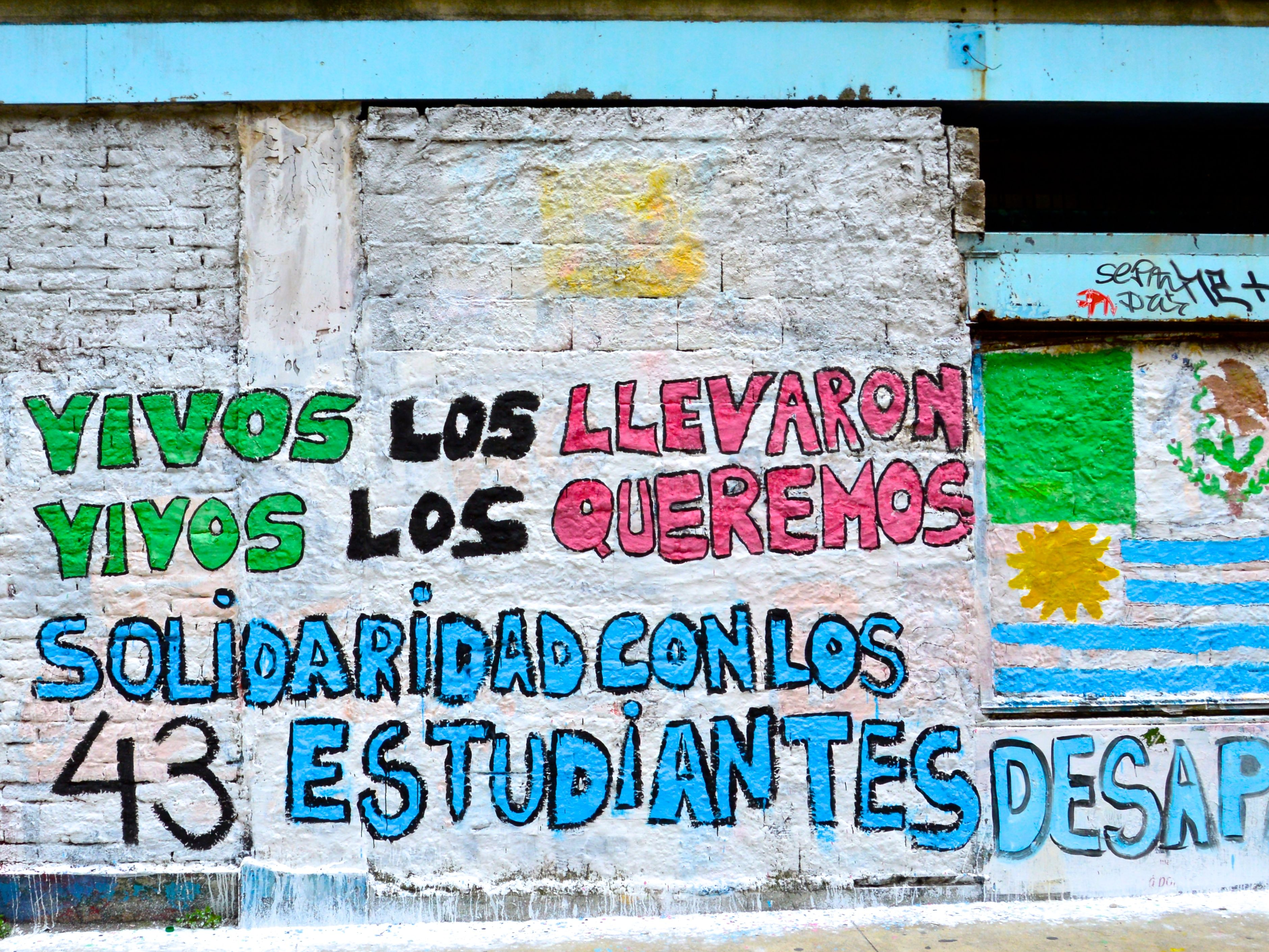
"Chúng đã bắt sống họ. Chúng tôi muốn họ sống sót trở về. Đoàn kết với 43 sinh viên biến mất," graffiti đọc.

## Sự cố
Vào ngày 26 tháng 9, đã có 6 người thiệt mạng và 17 người bị thương khi cảnh sát và các tay súng không rõ danh tính đã bắn vào những người biểu tình và một chiếc xe buýt ở thị trấn Iguala, Guerrero. Các thành viên của hội sinh viên cho biết: sau khi phản đối, họ đã quá giang xe buýt địa phương để trở lại trường học. Cảnh sát cho biết các sinh viên đã tìm cách cướp xe buýt bằng vũ lực và đó là lý do tại sao họ đã đuổi theo. Cả một chiếc xe buýt chở đội bóng đá hạng ba, Los Avispones, cũng bị bắn, vì các tay súng có lẽ lầm nó với chiếc xe buýt bị giữ bởi các sinh viên. Chiếc xe buýt đã gây tai nạn, làm chết người tài xế và một cầu thủ.
58 học sinh bị mất tích sau biến cố này, 15 xuất hiện trở lại, còn 43 người vẫn chưa tìm được dấu vết. Các sinh viên hoạt động đã cáo buộc lực lượng an ninh đã bắt giữ các sinh viên hiện vẫn mất tích bất hợp pháp, và hàng chục người trong số đó đã được nhìn thấy lần cuối nơi họ bị cảnh sát giam giữ. Tuy nhiên, nhà cầm quyền bang Guerrero cho biết không có học sinh nào đang bị giam cả. Cảnh sát cho hay người mất tích có thể đã chạy trốn vào những ngọn đồi xung quanh khi vụ nổ súng bắt đầu. Một máy bay trực thăng đã được sử dụng để tìm kiếm họ.

## Kết quả
Thi thể của một học sinh đã được tìm thấy trong ngày hôm đó trong tình trạng bị tra tấn, lột da đầu và khoét đôi mắt.
Một ngôi mộ tập thể, ban đầu được tin rằng có các cơ thể bị cháy thành than của 28 sinh viên, được khám phá gần Iguala vào ngày 05 tháng 10. Theo báo cáo, họ đã bị tra tấn và bị thiêu sống. Các báo cáo sau đó đưa ra ước lượng các xác chết tìm thấy là 34. Ngày 14, cảnh sát công bố các xét nghiệm pháp y đã chỉ ra rằng không ai trong số 28 người đã chết từ ngôi mộ tập đầu tiên là các sinh viên mất tích, nhưng cùng một ngày đó, có thêm bốn ngôi mộ, chưa biết số người chết, đã được phát hiện.
22 nhân viên cảnh sát, được cho là hoạt động phối hợp với các băng nhóm tội phạm Guerreros Unidos, đã bị bắt vì tội giết người. Tám thành viên khác của băng đảng này cũng đã bị bắt. Thị trưởng Iguala, Jose Luis Abarca, đã bị cáo buộc tham gia trực tiếp trong việc giết người và tra tấn một nhà hoạt động, trong khi vợ của ông, María de los Ángeles Pineda Villa, được cho là em gái của những người mà được biết là thành viên của tổ chức buôn lậu ma túy Beltrán Leyva. Ông, cùng với vợ mình, và giám đốc cảnh sát đã bỏ trốn khỏi khu vực này và được tuyên bố là đã đào tẩu. Những cuộc biểu tình đòi công lý cho các nạn nhân đã xảy ra ở nhiều thành phố khác nhau.
Một số giả thuyết khác nhau giải thích tại sao các sinh viên đã thiệt mạng đã được đưa ra. Một số người cho rằng các sinh viên có thể đã chọc giận Guerreros Unidos vì từ chối trả số tiền bị tống. Những người khác tin rằng, có thể có một mối liên hệ giữa việc mất tích của các sinh viên và một bài phát biểu của vợ ông thị trưởng Iguala vào cùng ngày các vụ đụng độ. Bà đang nói chuyện với các chức sắc địa phương khi các sinh viên biểu tình tại Iguala và một số tin rằng họ có thể đã là mục tiêu vì người ta lo ngại họ có thể phá hỏng cuộc nói chuyện này.
Vào ngày 22 tháng 10 năm 2014, chính phủ Mexico tuyên bố rằng thị trưởng thành phố Iguala José Luis Abarca ra lệnh bắt giữ các sinh viên để ngăn cản họ cản trở một sự kiện thành phố. Ông và vợ ông, bà María de los Ángeles Pineda, được mô tả là những người đứng đằng sau của vụ bắt cóc tập thể này. Giám đốc lực lượng cảnh sát Iguala, Felipe Flores cũng được cho là một trong những thủ phạm chính. Theo như người cầm đầu của tổ chức "Guerreros Unidos" là Sidronio Casarrubias Salgado, người đã bị bắt vào tuần trước đó, thì tổ chức này có quyền quyết định trực tiếp về các chức vụ cảnh sát địa phương, và vợ ông thị trưởng, bà Pineda Villa đã chỉ huy những hành động tội ác trong thành phố từ tòa thị sảnh.
Vào ngày 23 tháng 10, tỉnh trưởng của Guerrero Ángel Aguirre Rivero đã xin phép Quốc hội được nghỉ việc. Theo luật Mexico, tỉnh trưởng không được quyền từ chức; mặc dù không thường xảy ra ở Mexico, Aguirre đã quyết định từ bỏ chức vụ sau những áp lực của đảng ông và quần chúng vì những sinh viên mất tích.
Vào ngày 27 tháng 10, nhà cầm quyền Mexico đã bắt được 4 thành viên của tổ chức Guerreros Unidos; theo các nhân viên chính quyền, 2 người trong nhóm đã nhận được nhiều người từ các thành viên khác ở Iguala trong đêm mà vụ bắt cóc tập thể đã xảy ra. Những lời khai của họ đã giúp nhà cầm quyền tìm ra một mộ chôn tập thể khác ở Cocula, Guerrero, một thị xã cách Iguala 17 km. Khu vực này liền được rào lại bởi bộ binh và hải quân trước khi nhóm pháp y tới điều tra.
Sau vài giờ được chỉ định làm thị trưởng Iguala, Luis Mazón Alonso cũng đã xin nghỉ việc vào ngày 29 tháng 10. Trong một cuộc phỏng vấn ông ta nói đã quyết định từ chức vì một số thành viên của hội đồng thành phố Iguala vì những lợi ích riêng không muốn cải tổ tình trạng của thành phố. Ông là anh em của Lázaro Mazón Alonso, cựu bí thư y tế ở Guerrero mà đã từ chức vào ngày 16 tháng 10 sau khi cựu tỉnh trưởng Aguirre buộc tội ông có dính líu tới Abarca.
Vào ngày 7 tháng 11 năm 2014, tổng kiểm sát viên Mexico, Jesús Murillo Karam, đã họp báo cùng với gia đình của nạn nhân. Chính quyền đã cho biết là họ đã tìm thấy nhiều bao chứa những phần của xác người dọc theo dòng sông San Juan ở Cocula, mà 3 thành viên xã hội đen đã chỉ chỗ. 3 người đã thú nhận là đã giết một nhóm khoảng 40 người ở Cocula vào ngày 26 tháng 9. Những người bị tình nghi cho biết, khi cảnh sát giao những sinh viên cho họ, họ đã chở những người này bằng xe vận tải tới một bãi rác sát bên thành phố. Khi họ tới nơi thì 15 sinh viên đã chết vì nghẹt thở. Nhóm còn lại bị tra hỏi và giết chết. Sau đó họ chất chồng các xác chết và đốt họ với xăng dầu, bánh xe cũ, gỗ và chất dẻo. Sau khi ngọn lửa tàn, họ quay lại làm nguội phần còn lại, đập nát các xương, bỏ tất cả vào tám cái bao bằng nhựa rồi quăng xuống sông.